# Амвросий (Орнатский)
Епископ Амвро́сий (в миру Андре́й Анти́пович Орна́тский; 1778, погост Чудь, Череповецкий уезд, Новгородская губерния — 26 декабря 1827 [7 января 1828], Кириллов, Новгородская губерния) — историк Русской православной церкви, автор семитомного труда «История российской иерархии», настоятель новгородского Антониева монастыря, ректор Новгородской духовной семинарии (1808), настоятель новгородского Юрьева монастыря (1811), настоятель московского Новоспасского монастыря (1812), епископ Старорусский, викарий Новгородской митрополии (1816), епископ Пензенский и Саратовский (1819—1825), кавалер ордена Святой Анны 2-й степени.

## Семья и образование
Родился в селе Чуди в семье дьякона Антипа Григорьева и Акулины Макаровой, дочери дьякона из села Носовского. Фамилию Орнатский получил первым в роду (до конца XVIII века российское православное духовенство оставалось бесфамильным) при окончании семинарии или академии. Впоследствии, в 1825 году он «передаст» свою фамилию ставшим священниками двоюродным племянникам (по матери): Платону Иосифовичу (деду Философа и Ивана Орнатских (последний был женат на племяннице протоиерея Иоанна Кронштадского)), Ивану Михайловичу (деду епископа Семиреченского святого Пимена и Василия Белоликова) и их братьям.
В 1792 окончил Кирилловское духовное училище, затем — Александро-Невскую академию (1800), после чего стал преподавателем Новгородской духовной семинарии.

## Научная и церковная деятельность
16 июля 1805 Андрей постригся в монашество, приняв имя Амвросия. С 1808 — архимандрит, настоятель новгородского Антониева монастыря и ректор Новгородской семинарии. С 11 сентября 1811 года — настоятель новгородского Юрьева монастыря, с оставлением ректором семинарии. В марте 1812 назначен настоятелем московского Новоспасского монастыря и одновременно председателем комитета духовной цензуры. В начале 1813 Синод возложил на о. Амвросия ответственную работу по «возобновлению московских монастырей, поврежденных французами». Награждён орденом святой Анны II степени (30.08.1814).
Между всеми этими важными делами о. Амвросий продолжал научную работу — писал и публиковал «Историю российской иерархии». Последняя, седьмая книга вышла в 1815.
9 ноября 1819 года был назначен епископом Пензенским и Саратовским, но 11 января 1825 подал прошение об отставке «с дозволением иметь […] пребывание в Кирилло-Белозерском […] монастыре». По увольнении ему была назначена пенсия «для безбедного содержания и в пособие к изданию возложенной на него Св. Синодом книги» по 2000 рублей в год.
26 декабря 1827 (7 января 1828) преосвященный Амвросий скончался и погребён в Успенском соборе Кирилло-Белозерского монастыря.

## Сочинения
- История российской иерархии, собранная Новогородской семинарии ректором и богословии учителем, Антониева монастыря архимандритом Амвросием. [В 6 ч.]. Ч. 3. — М.: при Синод. тип., 1811. — 761 с.
- История российской иерархии, собранная Новогородской семинарии ректором и богословии учителем, бывшим Антониева, а ныне Юрьевского Новгородского монастыря архимандритом Амвросием. [В 6 ч.]. Ч. 4. — М.: в Синод. тип., 1812. — 887 с.
- История российской иерархии, собранная бывшим Новогородской семинарии ректором, богословии учителем и Юрьева Новогородского, ныне же ставропигиального Московского Новоспасского монастыря архимандритом и учрежденной в Москве Духовной цензуры председательствующим Амвросием. [В 6 ч.]. Ч. 5. — М.: в Синод. тип., 1813. — 737 с.
- История российской иерархии, собранная ставропигиального Московского I-классного Новоспасского монастыря архимандритом, учрежденной в Москве Духовной цензуры председательствующим и ордена св. Анны 2-го класса кавалером Амвросием. [В 6 ч.]. Ч. 6. — М.: в Синод. тип., 1815. — 1148 с.
- Древнерусские иноческие уставы : Уставы российских монастыреначальников / еп. Амвросий; авт. предисл., авт. послесл., подгот. текста Т. В. Суздальцев. — М. : Северный паломник, 2001. — 304 с.